# Josef Vajs
Josef Vajs (Dolní Liboc, 17. listopada 1865. – Prag, 2. studenog 1959.) bio je češki katolički teolog, filolog, bibličar, svećenik, slavist, paleograf, publicist, urednik staroslavenskih tekstova, prevoditelj i sveučilišni nastavnik. Autor je brojnih rasprava, prikaza i članaka iz područja staroslavenske filologije, bogoslužja i kulture, kojima je upotpunio spoznaje o razvoju pisma i književne djelatnosti sv. Ćirila i Metoda.